# Sefcikville
Sefcikville, initialement appelée Marekville, est une ancienne communauté et dorénavant une ville fantôme, qui était située à proximité de Seaton (en), à l'est de Temple et à l'est du comté de Bell, au Texas central, aux États-Unis,. La communauté est fondée au début des années 1900, par des migrants originaires de la République tchèque, elle est baptisée en référence à T. T. Sefcik, qui y avait ouvert un magasin. En 1939, elle comptait 20 habitants et une entreprise, population réduite à 10 habitants, en 1964. Actuellement, il n'y a plus d'habitant.